# Diplocentrus tenango
Espèce
Diplocentrus tenango est une espèce de scorpions de la famille des Diplocentridae.

## Distribution
Cette espèce est endémique de l'État d'Oaxaca au Mexique. Elle se rencontre vers San Miguel Tenango.

## Description
Le mâle holotype mesure 42,6 mm et la femelle paratype 40,5 mm.
Ces scorpions mesurent de 40 à 50 mm, ils sont de brun sombre à brun rougâtre.

## Étymologie
Son nom d'espèce lui a été donné en référence au lieu de sa découverte, San Miguel Tenango.

## Publication originale
- Santibáñez López & Francke, 2008 : A new species of Diplocentrus (Arachnida: Scorpiones) from Oaxaca, Mexico. Zootaxa, no 1742, p. 53-60.